# Jonah Goldberg
Jonas Jacob Goldberg (Manhattan, 21 de março de 1969) é um colunista conservador e autor americano. Goldberg é conhecido por suas contribuições sobre a política e cultura no National Review Online, da qual é editor. Ele é o autor do Best seller Liberal Fascism publicado em 2008, que alcançou o primeiro lugar na lista do New York Times dos livros de não-ficção mais vendidos nos Estados Unidos, em sua sétima semana na lista.

## Carreira
Goldberg publica uma coluna duas vezes por semana no National Review Online, que é distribuído para vários jornais nos Estados Unidos.
Seu livro Liberal Fascism: The Secret History of the American Left, From Mussolini to the Politics of Meaning ( ISBN 0-385-51184-1 ) publicado em 2008, alcançou o #1 lugar na lista do New York Times dos livros de não-ficção mais vendidos nos Estados Unidos, em sua sétima semana na lista.
Enquanto na preparação, o livro teve um número de diferentes subtítulos, incluindo "The Totalitarian Temptation from Mussolini to Hillary Clinton".
Goldberg publicou seu segundo livro: The Tyranny of Cliches: How Liberals Cheat In The War of Ideas.  A edição paperback do livro saiu em 30 de abril de 2013.

## Temas frequentes
Alguns tópicos frequentes de seus artigos incluem a censura, a liberdade, o federalismo e a interpretação da Constituição, seus ataques contra a ética e a moral dos liberais e democratas, e seus desentendimentos com os libertários também aparecem frequentemente em seus escritos. Ele é um defensor da Guerra do Iraque e defendeu a intervenção militar norte-americana no resto do mundo. Ele defendeu histórica do colonialismo em lugares como a África como mais benéfico do que geralmente é dado crédito; em uma coluna, ele sugeriu que o imperialismo dos EUA no continente poderia ajudar a resolver os seus problemas persistentes.
Quando ele escreveu em outubro de 2006 que invadir o Iraque foi um erro, ele chamou um erro "nobre" e ainda afirmou que os adversários liberais à política de guerra queriam que a América falhasse.